# Al Mukalla
Al Mukalla is een stad in Jemen en is de hoofdplaats van het gouvernement Hadramaut.
Bij de volkstelling van 2004 telde Al Mukalla 176.942 inwoners.